# Fryderyk II Jednooki
Fryderyk II Jednooki (ur. 1090 r.; zm. 4 kwietnia 1147 r. w Alzey) – książę Szwabii w latach 1105–1147.
Fryderyk Jednooki był synem Fryderyka I Szwabskiego i Agnieszki von Waiblingen. Jego bratem był król Konrad III, a synem cesarz Fryderyk Barbarossa.
Po śmierci ojca został księciem Szwabii. Wraz z bratem rozbudowywał posiadłości rodowe. Fryderyk koncentrował się na terenie środkowej Nadrenii i Alzacji, a Konrad na obszarze Frankonii.
W 1108 r. wziął udział w wyprawie przeciw Kolomanowi Uczonemu. W latach 1110–1111 towarzyszył cesarzowi Henrykowi V w wyprawie do Włoch. Podczas buntu dochował władcy wierności. Dzięki temu podczas kolejnej włoskiej wyprawy w 1116 r. cesarz mianował go zarządcą Rzeszy. To umożliwiło mu dalszą rozbudowę rodowych posiadłości.
W 1120 r. poślubił Judytę, córkę Henryka Czarnego z rodu Welfów.
Po śmierci Henryka V, która oznaczała wygaśnięcie dynastii salickiej, panowie Rzeszy zebrali się 24 sierpnia 1125 r. Moguncji celem wyboru następcy. Fryderyk Jednooki był jednym z kandydatów, ale najprawdopodobniej nie został wskazany na następcę przez Henryka V. Przebieg elekcji nie jest możliwy do zrekonstruowania. Podczas wyboru doszło do tumultu. Na króla wybrano Lotara III. Fryderyk uznał wybór, złożył hołd, ale odmówił złożenia lennej przysięgi. Wkrótce doszło do nieporozumień w sprawie rozdzielenia dóbr królewskich od dóbr rodowych dynastii salickiej. Fryderyk i Konrad odziedziczyli dobra rodowe Henryka V wzdłuż Renu. Tereny na lewym brzegu objął Fryderyk, a na prawym Konrad. Dobra królewskie bracia musieli zwrócić Lotarowi. Ich rozgraniczenie z dobrami rodowymi wywołało spory.
Na Hoftagu w Ratyzbonie w listopadzie 1125 r. Lotar zażądał zwrotu dóbr królewskich. Gdy Fryderyk i Konrad nie zareagowali władca rzucił na nich klątwę Rzeszy. W styczniu 1126 r. w Goslarze książęta postanowili zaatakować Staufów w Szwabii. Lotar i jego sojusznicy zajęli bez walki Górną Lotaryngię, Alzację i Frankonię, ale nie odważyli się atakować Szwabii. Atak Welfów na Szwabię nie powiódł się. W 1127 r. Lotar musiał przerwać oblężenie Norymbergi. Po niepowodzeniu króla opuścili go niektórzy jego sojusznicy z Dolnej Lotaryngii i Frankonii. W czasie walk Fryderyk stracił oko, ale okoliczności tego zdarzenia nie są znane. Kalectwo uniemożliwiło mu starania o koronę.
W 1127 r. brat Fryderyka Konrad wrócił z pielgrzymki do Ziemi Świętej. W grudniu został wybrany na antykróla niemieckiego i powierzył bratu dowództwo wojsk. Fryderyk w 1128 r. zdobył Spirę, podczas gdy Konrad bez sukcesów walczył we Włoszech. W 1130 r. karta wojny odwróciła się. Lotar zdobył Spirę, a niedługo później zmarła Judyta żona Fryderyka. W tym samym roku Lotar zdobył Norymbergę. W 1131 r. Staufowie stracili Alzację. Ich posiadłości skurczyły się do Szwabii i wschodniej Frankonii. W tej sytuacji Lotar zrezygnował z dalszego osłabiania Staufów i skoncentrował się na reformie Rzeszy i polityce włoskiej.
Ok. 1132 r. Fryderyk ożenił się z Agnieszką z Saarbrücken wiążąc się z rodem stojącym w opozycji do Lotara. Po powrocie z Włoch w 1134 r. Lotar rozpoczął wojnę ze Staufami. Fryderyk nie wytrzymał jednoczesnego ataku Lotara od północy i Henryka Czarnego od południa. Wiosną 1135 r. poddał się Lotarowi w Bambergu, jego brat Konrad uczynił to jesienią. Po złożeniu obietnic wierności i pomocy w wyprawie włoskiej Staufowie odzyskali łaskę cesarza. Konrad poślubił Gertrudę von Sulzbach szwagierkę Henryka Czarnego.
W 1147 r. Fryderyk Jednooki zmarł w Alzey i został pochowany w klasztorze Walburg w Dolnej Alzacji. Jego syn Fryderyk Barabarossa został księciem Szwabii, a w 1152 r. królem niemieckim.

## Rodzina
Fryderyk II Jednooki poślubił w 1120 r. Judytę (zm. 22 lutego zapewne 1130–1131), córkę Henryka Czarnego, która została pochowana w klasztorze Walburg. Fryderyk i Judyta mieli dwoje dzieci:
- Fryderyk Barbarossa
- Berta (Judyta) (zm. między 18 października 1194 r. a 25 marca 1195 r.), poślubiła przed 25 marca 1139 r. księcia Mateusza I Lotaryńskiego z dynastii Châtenois (zm. 13 maja 1176 r.); oboje zostali pochowani w Clairlieu.

Ok. 1132–1133 Fryderyk poślubił Agnieszkę z Saarbrücken, córkę hrabiego Saargau Fryderyka I. Para miała troje dzieci:
- Jutta (1133–1191) – poślubiła landgrafa Turyngii Ludwika II
- Konrad (zm. 1195 r.), palatyn reński
- Ludgarda (zm. zapewne po 1155 r.)

## Przodkowie
|  |                               |  |  |  |  |  |  |  |  |  |  |  |  |
|  | Fryderyk hrabia Riesgau       |  |  |  |  |  |  |  |  |  |  |  |  |
|  |                               |  |  |  |  |  |  |  |  |  |  |  |  |
|  |                               |  |  |  |  |  |  |  |  |  |  |  |  |
|  | Fryderyk z Büren              |  |  |  |  |  |  |  |  |  |  |  |  |
|  |                               |  |  |  |  |  |  |  |  |  |  |  |  |
|  |                               |  |  |  |  |  |  |  |  |  |  |  |  |
|  | Adelajda von Filsgau          |  |  |  |  |  |  |  |  |  |  |  |  |
|  |                               |  |  |  |  |  |  |  |  |  |  |  |  |
|  |                               |  |  |  |  |  |  |  |  |  |  |  |  |
|  | Fryderyk I Szwabski           |  |  |  |  |  |  |  |  |  |  |  |  |
|  |                               |  |  |  |  |  |  |  |  |  |  |  |  |
|  |                               |  |  |  |  |  |  |  |  |  |  |  |  |
|  | Gerhard III Egisheim-Dagsburg |  |  |  |  |  |  |  |  |  |  |  |  |
|  |                               |  |  |  |  |  |  |  |  |  |  |  |  |
|  |                               |  |  |  |  |  |  |  |  |  |  |  |  |
|  | Hildegarda von Schlettstadt   |  |  |  |  |  |  |  |  |  |  |  |  |
|  |                               |  |  |  |  |  |  |  |  |  |  |  |  |
|  |                               |  |  |  |  |  |  |  |  |  |  |  |  |
|  | NN                            |  |  |  |  |  |  |  |  |  |  |  |  |
|  |                               |  |  |  |  |  |  |  |  |  |  |  |  |
|  |                               |  |  |  |  |  |  |  |  |  |  |  |  |
|  | Fryderyk II Jednooki          |  |  |  |  |  |  |  |  |  |  |  |  |
|  |                               |  |  |  |  |  |  |  |  |  |  |  |  |
|  |                               |  |  |  |  |  |  |  |  |  |  |  |  |
|  | Henryk III Salicki            |  |  |  |  |  |  |  |  |  |  |  |  |
|  |                               |  |  |  |  |  |  |  |  |  |  |  |  |
|  |                               |  |  |  |  |  |  |  |  |  |  |  |  |
|  | Henryk IV Salicki             |  |  |  |  |  |  |  |  |  |  |  |  |
|  |                               |  |  |  |  |  |  |  |  |  |  |  |  |
|  |                               |  |  |  |  |  |  |  |  |  |  |  |  |
|  | Agnieszka z Poitou            |  |  |  |  |  |  |  |  |  |  |  |  |
|  |                               |  |  |  |  |  |  |  |  |  |  |  |  |
|  |                               |  |  |  |  |  |  |  |  |  |  |  |  |
|  | Agnieszka von Waiblingen      |  |  |  |  |  |  |  |  |  |  |  |  |
|  |                               |  |  |  |  |  |  |  |  |  |  |  |  |
|  |                               |  |  |  |  |  |  |  |  |  |  |  |  |
|  | Otton Sabaudzki               |  |  |  |  |  |  |  |  |  |  |  |  |
|  |                               |  |  |  |  |  |  |  |  |  |  |  |  |
|  |                               |  |  |  |  |  |  |  |  |  |  |  |  |
|  | Berta Sabaudzka               |  |  |  |  |  |  |  |  |  |  |  |  |
|  |                               |  |  |  |  |  |  |  |  |  |  |  |  |
|  |                               |  |  |  |  |  |  |  |  |  |  |  |  |
|  | Adelajda z Susy               |  |  |  |  |  |  |  |  |  |  |  |  |
|  |                               |  |  |  |  |  |  |  |  |  |  |  |  |
|  |                               |  |  |  |  |  |  |  |  |  |  |  |  |

## Literatura
- Waldecker, Christoph: Herzog Friedrich II. von Schwaben als Reichsregent 1116-1118, [w:] Vergangenheit lebendig machen. Festgabe für Ingrid Heidrich zum 60. Geburtstag von ihren Schülerinnen und Schülern, hg. v. Sabine Happ und Christoph Waldecker. Bonn 1999.